# Charabali
Charabali (ros. Харабали) – miasto w Rosji, w obwodzie astrachańskim. W 2010 roku liczyło 18 117 mieszkańców.